# Collegio di Denton and Reddish
Denton and Reddish è stato un collegio elettorale situato nella Greater Manchester, nel Nord Ovest dell'Inghilterra, e rappresentato alla Camera dei comuni del Parlamento del Regno Unito. Eleggeva un membro del parlamento con il sistema first-past-the-post, ossia maggioritario a turno unico; con la revisione del 2024, il collegio è stato abolito e la sua area suddivisa in altri collegi.

## Estensione
Il collegio si trovava nella Greater Manchester orientale; in termini storici, copriva le ex città di Audenshaw, Denton, Dukinfield, Haughton Green, Heaton Chapel, Heaton Norris e Reddish.
- 1983–1997: i ward del borgo metropolitano di Tameside di Audenshaw, Denton North East, Denton South e Denton West e i ward del Metropolitan Borough of Stockport di Brinnington, Reddish North, e Reddish South.
- 1997-2024: i ward del borgo metropolitano di Tameside di Audenshaw, Denton North East, Denton South, Denton West e Dukinfield, e i ward del Metropolitan Borough of Stockport di Reddish North e Reddish South.

## Membri del parlamento
| Elezione | Elezione      | Deputato         | Partito          |
| -------- | ------------- | ---------------- | ---------------- |
|          | 1983          | Andrew Bennett   | Laburista        |
| 2005     | Andrew Gwynne |                  | Laburista        |
|          | 2024          | Collegio abolito | Collegio abolito |

## Elezioni

### Elezioni negli anni 2010
| Partito                    | Partito                                | Candidato                      | Risultati 12 dicembre 2019 | Risultati 12 dicembre 2019 |
| Partito                    | Partito                                | Candidato                      | Voti                       | %                          |
| -------------------------- | -------------------------------------- | ------------------------------ | -------------------------- | -------------------------- |
|                            | Laburista                              | Andrew Gwynne                  | 19 317                     | 50,06                      |
|                            | Conservatore                           | Iain Bott                      | 13 142                     | 34,06                      |
|                            | Brexit                                 | Martin Power                   | 3 039                      | 7,88                       |
|                            | Lib Dem                                | Dominic Hardwick               | 1 642                      | 4,26                       |
|                            | Verdi                                  | Gary Lawson                    | 1 124                      | 2,91                       |
|                            | Monster Raving Loony                   | Farmin Lord F'Tang F'tang Dave | 324                        | 0,84                       |
|                            |                                        |                                |                            |                            |
| Iscritti                   | Iscritti                               | Iscritti                       | 66 234                     | 100,00                     |
| ↳ Votanti (% su iscritti)  | ↳ Votanti (% su iscritti)              | ↳ Votanti (% su iscritti)      | 38 588                     | 58,26                      |
| ↳ Astenuti (% su iscritti) | ↳ Astenuti (% su iscritti)             | ↳ Astenuti (% su iscritti)     | 27 646                     | 41,74                      |
|                            |                                        |                                |                            |                            |
|                            | Esito: collegio confermato a Laburista |                                |                            |                            |

| Partito                    | Partito                                | Candidato                        | Risultati 8 giugno 2017 | Risultati 8 giugno 2017 |
| Partito                    | Partito                                | Candidato                        | Voti                    | %                       |
| -------------------------- | -------------------------------------- | -------------------------------- | ----------------------- | ----------------------- |
|                            | Laburista                              | Andrew Gwynne                    | 25 161                  | 63,54                   |
|                            | Conservatore                           | Rozila Kana                      | 11 084                  | 27,99                   |
|                            | UKIP                                   | Josh Seddon                      | 1 798                   | 4,54                    |
|                            | Lib Dem                                | Louise Ankers                    | 853                     | 2,15                    |
|                            | Verdi                                  | Gareth Hayes                     | 486                     | 1,23                    |
|                            | Monster Raving Loony                   | Farmin Lord Dave 1st of Haughton | 217                     | 0,55                    |
|                            |                                        |                                  |                         |                         |
| Iscritti                   | Iscritti                               | Iscritti                         | 64 810                  | 100,00                  |
| ↳ Votanti (% su iscritti)  | ↳ Votanti (% su iscritti)              | ↳ Votanti (% su iscritti)        | 39 599                  | 61,10                   |
| ↳ Astenuti (% su iscritti) | ↳ Astenuti (% su iscritti)             | ↳ Astenuti (% su iscritti)       | 25 211                  | 38,90                   |
|                            |                                        |                                  |                         |                         |
|                            | Esito: collegio confermato a Laburista |                                  |                         |                         |

| Partito                    | Partito                                | Candidato                  | Risultati 7 maggio 2015 | Risultati 7 maggio 2015 |
| Partito                    | Partito                                | Candidato                  | Voti                    | %                       |
| -------------------------- | -------------------------------------- | -------------------------- | ----------------------- | ----------------------- |
|                            | Laburista                              | Andrew Gwynne              | 19 661                  | 50,83                   |
|                            | Conservatore                           | Lana Hempsall              | 9 150                   | 23,66                   |
|                            | UKIP                                   | Andrew Fairfoull           | 7 225                   | 18,68                   |
|                            | Verdi                                  | Nick Koopman               | 1 466                   | 3,79                    |
|                            | Lib Dem                                | Mark Jewell                | 957                     | 2,47                    |
|                            | Indipendente                           | Victoria Lofas             | 222                     | 0,57                    |
|                            |                                        |                            |                         |                         |
| Iscritti                   | Iscritti                               | Iscritti                   | 66 576                  | 100,00                  |
| ↳ Votanti (% su iscritti)  | ↳ Votanti (% su iscritti)              | ↳ Votanti (% su iscritti)  | 38 681                  | 58,10                   |
| ↳ Astenuti (% su iscritti) | ↳ Astenuti (% su iscritti)             | ↳ Astenuti (% su iscritti) | 27 895                  | 41,90                   |
|                            |                                        |                            |                         |                         |
|                            | Esito: collegio confermato a Laburista |                            |                         |                         |

| Partito                    | Partito                                | Candidato                  | Risultati 6 maggio 2010 | Risultati 6 maggio 2010 |
| Partito                    | Partito                                | Candidato                  | Voti                    | %                       |
| -------------------------- | -------------------------------------- | -------------------------- | ----------------------- | ----------------------- |
|                            | Laburista                              | Andrew Gwynne              | 19 191                  | 50,99                   |
|                            | Conservatore                           | Julie Searle               | 9 360                   | 24,87                   |
|                            | Lib Dem                                | Stephen Broadhurst         | 6 727                   | 17,87                   |
|                            | UKIP                                   | William Robinson           | 2 060                   | 5,47                    |
|                            | Indipendente                           | Jeff Dennis                | 297                     | 0,79                    |
|                            |                                        |                            |                         |                         |
| Iscritti                   | Iscritti                               | Iscritti                   | 64 776                  | 100,00                  |
| ↳ Votanti (% su iscritti)  | ↳ Votanti (% su iscritti)              | ↳ Votanti (% su iscritti)  | 37 635                  | 58,10                   |
| ↳ Astenuti (% su iscritti) | ↳ Astenuti (% su iscritti)             | ↳ Astenuti (% su iscritti) | 27 141                  | 41,90                   |
|                            |                                        |                            |                         |                         |
|                            | Esito: collegio confermato a Laburista |                            |                         |                         |

### Elezioni negli anni 2000
| Partito                    | Partito                                | Candidato                  | Risultati 5 maggio 2005 | Risultati 5 maggio 2005 |
| Partito                    | Partito                                | Candidato                  | Voti                    | %                       |
| -------------------------- | -------------------------------------- | -------------------------- | ----------------------- | ----------------------- |
|                            | Laburista                              | Andrew Gwynne              | 20 340                  | 57,39                   |
|                            | Conservatore                           | Alexander Story            | 6 842                   | 19,30                   |
|                            | Lib Dem                                | Allison Seabourne          | 5 814                   | 16,40                   |
|                            | BNP                                    | John Edgar                 | 1 326                   | 3,74                    |
|                            | UKIP                                   | Gerald Price               | 1 120                   | 3,16                    |
|                            |                                        |                            |                         |                         |
| Iscritti                   | Iscritti                               | Iscritti                   | 68 289                  | 100,00                  |
| ↳ Votanti (% su iscritti)  | ↳ Votanti (% su iscritti)              | ↳ Votanti (% su iscritti)  | 35 442                  | 51,90                   |
| ↳ Astenuti (% su iscritti) | ↳ Astenuti (% su iscritti)             | ↳ Astenuti (% su iscritti) | 32 847                  | 48,10                   |
|                            |                                        |                            |                         |                         |
|                            | Esito: collegio confermato a Laburista |                            |                         |                         |

| Partito                    | Partito                                | Candidato                  | Risultati 7 giugno 2001 | Risultati 7 giugno 2001 |
| Partito                    | Partito                                | Candidato                  | Voti                    | %                       |
| -------------------------- | -------------------------------------- | -------------------------- | ----------------------- | ----------------------- |
|                            | Laburista                              | Andrew Bennett             | 21 913                  | 65,23                   |
|                            | Conservatore                           | Paul Newman                | 6 583                   | 19,60                   |
|                            | Lib Dem                                | Roger Fletcher             | 4 152                   | 12,36                   |
|                            | UKIP                                   | Alan Cadwallader           | 945                     | 2,81                    |
|                            |                                        |                            |                         |                         |
| Iscritti                   | Iscritti                               | Iscritti                   | 69 263                  | 100,00                  |
| ↳ Votanti (% su iscritti)  | ↳ Votanti (% su iscritti)              | ↳ Votanti (% su iscritti)  | 33 593                  | 48,50                   |
| ↳ Astenuti (% su iscritti) | ↳ Astenuti (% su iscritti)             | ↳ Astenuti (% su iscritti) | 35 670                  | 51,50                   |
|                            |                                        |                            |                         |                         |
|                            | Esito: collegio confermato a Laburista |                            |                         |                         |

## Risultati dei referendum

### Referendum sulla permanenza del Regno Unito nell'Unione europea del 2016
|             | Collegio           | Lasciare UE % | Rimanere in UE % |
| ----------- | ------------------ | ------------- | ---------------- |
|             | Denton and Reddish | 61,0%         | 39,0%            |
| Inghilterra | 53,3%              | 46,7%         |                  |
| Regno Unito | 51,9%              | 48,1%         |                  |